# がん探知犬
がん探知犬（がんたんちけん）は、悪性腫瘍の検出を目的とした使役犬。千葉県館山市にある「がん探知犬育成センター」で数十人の人の尿から、がん患者の尿を嗅ぎ分ける訓練を行っている。
日本国内のがん探知犬1号は、水難救助犬だった、ラブラドールレトリバーのマリーンで、5頭のがん探知犬は、いずれもこのマリーンの血筋を引いている。

## 概要
犬の嗅覚は人の10万倍以上といわれ、尿や呼気や汗に含まれるアルカン、芳香族化合物、ベンゼン誘導体など特有の物質(揮発性有機化合物)をかぎ分ける事により腫瘍を検出する。数週間の基本的な訓練で、特に嗅覚に優れた犬でなくても、がん患者と健康な人を区別できるようになり、肺がんについては感度、特異性とも99%、乳がんは感度88%、特異性98%に到達した。

## 訓練方法
化学療法開始前のがん患者からポリプロピレン製の有機蒸気回収チューブに3から5回呼気を吹き込んだ呼気標本を採取して、他の正常な人から採取した呼気の標本を合わせた5標本の中より1本のみ含まれるがん患者由来の呼気を識別して犬がその前に座るか横たわれば、給餌によりほめる方式で、2週間から3週間実施した。

## 書籍
- がんは「におい」でわかる!: “がん探知犬”の力で、乳がんセンサーが誕生 光文社 ISBN 4334975062